# Neospandelina
Neospandelina es un género de foraminífero bentónico considerado un sinónimo posterior de Ichthyolaria de la Subfamilia Ichthyolariinae, de la familia Ichthyolariidae, de la superfamilia Robuloidoidea, del suborden Lagenina y del orden Lagenida. Su especie tipo era Frondicularia bicostata. Su rango cronoestratigráfico abarcaba el Pérmico.

## Clasificación
Neospandelina incluía a la siguiente especie:
- Neospandelina bicostata †